# Geremi
Geremi Sorele Njitap Fotso (ur. 20 grudnia 1978) – kameruński piłkarz występujący na pozycji pomocnika lub obrońcy.

## Życiorys
Urodził się 20 grudnia 1978 r. w miejscowości Bafoussam, w Kamerunie. Jego pierwszym klubem był Racing Bafoussam. W 1997 r. przeniósł się do paragwajskiego Cerro Porteño, gdzie rozegrał 6 spotkań. W tym samym roku odszedł do tureckiego klubu Gençlerbirliği (57 meczów, 9 goli). W 1999 r. został kupiony przez Real Madryt.
W sezonie 2002/03 został wypożyczony do Middlesbrough (33 spotkań, 7 bramek).
W 2003 kupiła go Chelsea F.C. za 6,9 mln funtów. W barwach popularnych "The Blues" zadebiutował 13 sierpnia 2003 r. w wyjazdowym meczu przeciwko MŠK Žilina. Geremi zagrał dotychczas w ponad 100 spotkaniach reprezentacji Kamerunu, w których strzelił 10 goli. W półfinale Ligi Mistrzów 2006/2007 w meczu z Liverpoolem, w serii rzutów karnych Geremi nie wykorzystał swojej jedenastki i Liverpool zwyciężył 4:1.
Latem 2007 Geremi przeszedł do Newcastle United.
31 stycznia 2010 roku przeszedł do tureckiego zespołu. MKE Ankaragücü 25 sierpnia 2010 roku przeniósł się do Larisy. 11 stycznia 2011 roku zrezygnował z gry.
Przez wiele lat krążyła miejska legenda jakoby Geremi był na testach w polskim klubie (miał być to Hutnik Kraków bądź Ruch Chorzów) i został uznany za nieprzydatnego. Piłkarz jednakże w styczniu 2008 r. w wywiadzie dla Przeglądu Sportowego zaprzeczył jakoby był w Polsce na testach.

## Sukcesy
- Real Madryt: mistrzostwo Hiszpanii (2001), Superpuchar Hiszpanii (2001), Liga Mistrzów (2000, 2002)
- Chelsea F.C.: mistrzostwo Anglii (2005, 2006), Puchar Ligi Angielskiej (2005), Tarcza Dobroczynności (2005)
- reprezentacja Kamerunu: Letnie Igrzyska Olimpijskie (2000, Sydney), Puchar Narodów Afryki (2000, 2002)